# Three Movements for String Quartet and Folk Musician
Three Movements for String Quartet and Folk Musician is een compositie van Andy Teirstein. Teirstein is qua muziek afkomstig uit de vermaakmuziek. Hij schreef daarom ook folkmuziek, balletmuziek en andere muziek die weliswaar in de concertzaal uitgevoerd kan worden en wordt, maar in principe ook in theater of andere cultuurzaal. Zijn Three Movements …. is een werk met een serieuze titel en klinkt door het strijkkwartet ook als klassieke muziek. Echter de folkmusician is wat dat betreft een “storende” factor. De volksmuzikant bespeelt mondharp, harmonica en banjo. Af en toe vindt er toenadering plaats tussen de twee stromingen en soms gaan ze ook hun eigen weg.
Ook de subtitels van de drie delen zijn niet echt uit de klassieke muziek, maar populaire aanduidingen:
1. Limberjack
2. Vest Pocket
3. East Virginia

De melodieën uit East Virginia zijn gebaseerd om oude volksmuziek uit de Appalachen: East Virginia en Over the Waterfall (oorspronkelijk voor fiddle). Het deeltje is opgedragen aan Pete Seeger.

## Discografie
- Uitgave naxos: Muneko Utami, Jennifer Leshnower (viool), Michiko Oshima (altviool), Nicole Johnson (cello) en de componist op mondharp, harmonica en banjo.